# Orah
 Ovo je glavno značenje pojma Orah. Za druga značenja pogledajte Orah (razdvojba).
Orah (latinski Juglans) je rod biljaka iz porodice Juglandaceae. Čine ga stabla visoka 10 – 40 m, sa šiljastim listovima dugim 20 – 30 cm. 
Dvadeset jedna vrsta oraha proteže se od sjeverne umjerene klime Starog svijeta u području od jugoistočne Europe do Japana, a u Novom svijetu od jugoistočne Kanade do Kalifornije na zapad i Argentine na jug. 
Plodovi svih vrsta oraha su jestivi, ali orasi koji se obično kupuju u trgovinama potječu od perzijskog oraha, jedine vrste koja ima velik plod i tanku ljusku. Poljoprivredna vrsta koja je izabrana zbog tanke ljuske i izdržljivosti u umjerenoj klimi ponekad se naziva "karpatskim orahom". Orasi imaju mnogo ulja i jedu se sirovi ili kuhani. Također su izvrstan izvor masnih kiselina omega-3, te se pokazalo da snižavaju kolesterol.

## Vrste
1. Juglans ailantifolia Carrière
2. Juglans australis Griseb.
3. Juglans boliviana (C.DC.) Dode
4. Juglans californica S.Watson
5. Juglans cinerea L.
6. Juglans hindsii (Jeps.) Jeps. ex R.E.Sm.
7. Juglans hirsuta Manning
8. Juglans hopeiensis Hu
9. Juglans jamaicensis C.DC.
10. Juglans major (Torr.) A.Heller
11. Juglans mandshurica Maxim.
12. Juglans microcarpa Berl.
13. Juglans mollis Engelm.
14. Juglans neotropica Diels
15. Juglans nigra L.
16. Juglans olanchana Standl. & L.O.Williams
17. Juglans pyriformis Liebm.
18. Juglans regia L.
19. Juglans sigillata Dode
20. Juglans soratensis W.E.Manning
21. Juglans steyermarkii W.E.Manning
22. Juglans venezuelensis W.M.Manning
23. Juglans ×avellana Dode
24. Juglans ×bixbyi Rehder
25. Juglans ×intermedia Dippel
26. Juglans ×notha Rehder

## Sinonimi
- Nux Duhamel
- Regia Loudon ex C.DC.
- Wallia Alef.

## Vanjske poveznice
|  | Zajednički poslužitelj ima još gradiva o temi Juglans |
|  | Wikivrste imaju podatke o taksonu Juglans             |